# Soupisky týmů české hokejové extraligy v sezóně 2011/2012
V soupiskách jsou uvedeni všichni hráči, kteří v sezóně 2011/2012 odehráli za daný tým alespoň jeden zápas v extralize.

## HC Oceláři Třinec
- Brankáři: Martin Vojtek, Pavel Francouz, Peter Hamerlík
- Obránci: Lukáš Bolf, Lukáš Zíb, Mario Cartelli, Jakub Kania, Petr Hořava, Josef Hrabal, Stanislav Hudec, Tomáš Klouček, Martin Lojek, Filip Pavlík, Martin Richter, Rob Davison, Andrej Novotný, Daniel Seman
- Útočníci: Martin Adamský, Tomáš Klimenta, Ladislav Kohn,Filip Bajtek, Radek Bonk, Zbyněk Hampl, Lukáš Havel,Miloslav Hořava, Erik Hrňa, Michal Chovan, Martin Koudelka, Tomáš Kůrka, David Květoň, Rostislav Marosz, Bryan McGregor, Lukáš Mičulka, Václav Varaďa, Jakub Orsava, David Ostřížek, Jan Peterek, Jiří Polanský, Adam Rufer, Patrik Valčák, Darcy Verot

## HC Vítkovice Steel
- Brankáři: Roman Málek, Filip Šindelář
- Obránci: Marek Malík, Karol Sloboda, Ctirad Ovčačík, Petr Punčochář, Denis Rehák, Tomáš Voráček, Adam Sedlák, Pavel Trnka, Tomáš Kudělka, Jiří Ondrušek, Jakub Bartoň
- Útočníci: Jiří Burger, Viktor Ujčík, Tomáš Káňa, Jan Káňa, Petr Pohl, Ondřej Šedivý, Nathan Walker, Ondřej Šedivý, Vladimír Svačina, Radim Hruška, Lukáš Pabiška, Juraj Sýkora, Peter Húževka, Juraj Štefanka, Roman Szturc, Petr Strapáč, Michal Hlinka, Lukáš Kucsera, Lukáš Klimek, Petr Kolouch

## HC ČSOB Pojišťovna Pardubice
- Brankáři: Martin Růžička, Vladislav Koutský, Dušan Salfický
- Obránci: Václav Benák, Vladimír Sičák, Aleš Píša, Václav Kočí, Jakub Nakládal, Marek Drtina, Casey Borer, Jan Kolář, Petr Beneš, Jan Klobouček, David Havíř, Jan Zdráhal
- Útočníci: Jan Kolář, Petr Koukal, Jan Starý, Martin Bartek, Radovan Somík, Pavel Brendl, Martin Šagát, Jonathan Sim, Corey Elkins, Jiří Půhoný, Peter Jánský, Jan Buchtele, Lukáš Radil, Robert Kousal, Tomáš Nosek, Tomáš Zohorna, Jan Semorád, Lukáš Nahodil

## HC Slavia Praha
- Brankáři: Robert Slipčenko, Dominik Furch, Miroslav Kopřiva
- Obránci: Juraj Valach, Jakub Krejčík, Petr Kadlec, Vladimír Roth, Jan Dresler, Jiří Vašíček, Petr Kuboš, Pavel Kolařík, Jindřich Barák, Lukáš Špelda, Jakub Šulc, Daniel Krejčí
- Útočníci: Vladimír Růžička, Tomáš Kůrka, Jan Alinč, Michal Vondrka, Antonín Dušek, Jonathan Sim, Jiří Doležal, Tomáš Micka, Tomáš Pospíšil, Tomáš Svoboda, Jakub Sklenář, Lukáš Krenželok, Tomáš Hertl, Miloslav Čermák, Petr Kalus, Petr Jelínek, Marek Tomica, Lukáš Žejdl, Dmitrij Jaškin, Miroslav Třetina, Michal Poletín

## Bílí Tygři Liberec
- Brankáři: Marek Pinc, Tomáš Vošvrda
- Obránci: Darrell Hay, Marek Trončinský, Jan Výtisk, Lukáš Drener, Martin Čakajík, Jan Holub, David Kajínek, Petr Ulrych, Jiří Moravec, Michal Pavlů, David Štich, Vladimír Roth
- Útočníci: Petr Nedvěd, Tomáš Kudrna, Milan Bartovič, Tomáš Klimenta, Tomáš Vak, Antonín Dušek, Petr Kica, Tomáš Urban, Michal Bárta, Lukáš Krejčík, Daniel Špaček, Dalibor Bortňák, Michal Bulíř, Jan Víšek, Patrik Urban, Vít Jonák, Lukáš Vantuch, Miroslav Kopic

## PSG Zlín
- Brankáři: Jakub Sedláček, Luboš Horčička
- Obránci: Radek Míka, Martin Lučka, Jiří Matějíček, Radim Tesařík, Lukáš Galvas, Dalibor Řezníček, Martin Hamrlík, Tomáš Linhart, Tomáš Valenta, Petr Zámorský
- Útočníci: Petr Leška, Petr Čajánek, Michal Důras, Bedřich Köhler, Tomáš Sýkora, Marek Melenovský, Ondřej Veselý, Filip Čech, Lukáš Finsterle, Antonín Honejsek, Tomáš Fořt, Petr Holík, Pavel Kubiš, Jiří Ondráček, Jakub Šlahař, Roman Vlach, Michal Tvrdík, Radim Kucharczyk

## HC Mountfield České Budějovice
- Brankáři: Pavel Kantor, Jakub Kovář
- Obránci: František Ptáček, Aleš Kranjc, Jan Novák, René Vydarený, Peter Mikuš, Roman Němeček, Roman Vráblík, Miroslav Dvořák, Michal Kolarz, Lukáš Kříž
- Útočníci: Milan Gulaš, Jakub Langhammer, Martin Podlešák, Rostislav Martynek, Jiří Šimánek, Lukáš Květoň, Michal Mikeska, Aleš Kotalík, Václav Pletka, Petr Sailer, Roman Pšurný, Tomáš Mertl, David Kuchejda, Rudolf Červený, Stanislav Polodna, Pavel Kašpařík, Vilém Burian, Tomáš Rousek, Jakub Marek, Tomáš Horna, Michal Švihálek

## HC Verva Litvínov
- Brankáři: Martin Volke, Petr Franěk, Partik Nechvátal
- Obránci: Karel Kubát, Marek Černošek, Radim Skuhrovec, Richard Jareš, Matěj Stříteský, David Pojkar, Ján Brejčák, Daniel Hora, Petr Kousalík, Jiří Gula, Ondřej Martinka, Jakub Havelka
- Útočníci: Viktor Hübl, František Lukeš, Martin Ručinský, Martin Hujsa, Juraj Majdan, Martin Frolík, Robin Hanzl, Martin Heinisch, Jakub Maxa, Jakub Černý, Peter Nylander, František Gerhát, Martin Jenáček, Michal Trávníček, Vojtěch Kubinčák, Jan Bojer, Pavel Smolka, Ondřej Jurčík, Lukáš Rindoš

## HC Plzeň 1929
- Brankáři: Adam Svoboda, Marek Mazanec
- Obránci: Jiří Vykoukal, Jiří Hanzlík, František Kaberle, Nicolas St. Pierre, Geoff Kinrade, Jiří Marušák, Jan Dresler, Jakub Jeřábek, Robert Schnabel, Dan Růžička, David Havíř, Jakub Ruprecht, Tomáš Frolo, Jiří Dobrovolný, Rostislav Malena, Dominik Boháč, Jaroslav Modrý
- Útočníci: Martin Straka, Tomáš Vlasák, Radek Duda, Ondřej Kratěna, Jaroslav Hlinka, Jan Kovář, Pavel Mrňa, Václav Pletka, Jan Stránský, Tomáš Pitule, Michal Dvořák, Nicholas Johnson, Jakub Lev, Martin Heřman, Dušan Andrašovský, Dominik Kubalík, Ondřej Havlíček, Tomáš Horna, Pavel Sedláček, Patrik Petruška

## HC Energie Karlovy Vary
- Brankáři: Lukáš Mensator, Marek Benda, Tomáš Závorka, Dušan Salfický
- Obránci: Michal Gulaši, Petr Gřegořek, Petr Mocek, František Bombic, Martin Gründling, Roman Prošek, Trawis Gawryletz, David Nosek, Petr Přindiš, Martin Parýzek, Jan Látal, Adam Schusser, Martin Rohan, Martin Lučka
- Útočníci: Petr Kumstát, Václav Skuhravý, Jan Košťál, Marek Bartánus, Lukáš Pech, František Skladaný, Michal Mikeska, Marek Melenovský, Martin Zaťovič, Jindřich Kotrla, Pavel Kuběna, David Zucker, Michal Vachovec, Tomáš Sýkora, Tomáš Klíma, Tomáš Rohan, Rastislav Dej, Martin Kupec, Petr Koblasa

## HC Kometa Brno
- Brankáři: Sasu Hovi, Jiří Trvaj
- Obránci: Josef Kováčik, Tomáš Žižka, Jan Švrček, Radim Bičánek, Juraj Valach, Tomáš Malec, Michal Kempný, Jiří Vašíček, Radim Ostrčil, Petr Šenkeřík, Milan Hruška
- Útočníci: Tomáš Pospíšil, Róbert Petrovický, Jozef Balej, Leoš Čermák, Petr Hubáček, Radek Dlouhý, Tomáš Divíšek, Tomáš Svoboda, Jakub Svoboda, Jaroslav Svoboda, Hynek Zohorna, Branislav Jankovič, Jakub Koreis, Hynek Zohorna, Miroslav Holec, Roman Erat, Andrej Podkonický, Vojtěch Němec, Radim Hruška, Petr Polodna, Petr Haluza, Ondřej Švaňhal, Jan Káňa

## HC Sparta Praha
- Brankáři: Tomáš Pöpperle, Martin Falter
- Obránci: David Kočí, Jan Hanzlík, Angel Krstev, Radek Philipp, Jiří Kučný, Troy Milam, Michal Sersen, Patrik Husák, Jaroslav Kasík, Jan Veselý, Dušan Žovinec, Jan Košťálek
- Útočníci: Michal Broš, Petr Ton, Petr Tenkrát, Dominik Pacovský, Peter Jánský, Mário Bližňák, Alex Foster, Ivan Rachůnek, Tomáš Rachůněk, Yorick Treille, Lukáš Luňák, Tomáš Rubeš, Lukáš Žalčík, Daniel Přibil, Miroslav Forman, Adam Lapšanský, Šimon Antončík, Sacha Treille

## Rytíři Kladno
- Brankáři: Jan Chábera, Lukáš Cikánek
- Obránci: Marek Posmyk, Jason Lepine, Richard Diviš, Jiří Drtina, Vladimír Kameš, David Růžička, Jan Piskáček, Milan Toman, Libor Procházka, Lukáš Kužel, Michal Pávlů
- Útočníci: Pavel Patera, Jiří Bicek, Jiří Kuchler, Marek Hovorka, Michal Dragoun, Miloslav Hořava, Pavel Skrbek, Jan Hlaváč, Jan Eberle, Jakub Valský, Radek Bělohlav, Vítězslav Bílek, Milan Hluchý, Petr Kafka, Jaroslav Kalla, Tomáš Knotek, Martin Látal, Michal Lukáč, Antonín Melka

## BK Mladá Boleslav
- Brankáři: Jaroslav Hübl, Michal Valent
- Obránci: Darrell Hay, Jakub Čutta, Václav Čížek, Jaroslav Koma, Tomáš Beňovič, Gord Baldwin, Jiří Marušák, Boris Žabka, Martin Rýgl, Petr Chaloupka, Vojtěch Mozík, Josef Jindra, Václav Drábek, Matěj Soukup, Martin Dudáš
- Útočníci: Jaroslav Balaštík, David Výborný, Andrej Podkonický, Milan Mikulík, Roman Tomas, Roman Tománek, Zbyněk Hrdel, Vladimír Svačina, Lukáš Pabiška, Radan Lenc, Tomáš Jiránek, Tomáš Demel, Steven Goerczen, Marek Indra, Marek Loskot, Lukáš Handlovský, Jiří Rys, Jakub Frolík, Jan Plodek, Jindřich Kotrla, David Stieler, Jiří Cetkovský, Zdeněk Bahenský, David Vrbata